# بانیاران امیرحقمراد
بانیاران امیرحقمراد، روستایی است از توابع بخش گهواره و در شهرستان دالاهو استان کرمانشاه ایران.

## جمعیت
این روستا در دهستان گورانی قرار داشته و بر اساس سرشماری سال ۱۳۸۵ جمعیت آن (۳۲ خانوار) ۱۱۱ نفر
بوده‌است.